# مدرسه گوانگجو این‌هوا
مدرسه گوانگجو این‌هوا (کره‌ای: 광주인화교) مدرسه‌ای برای دانش آموزان کم‌شنوا بود که در سال ۱۹۶۱ تأسیس شد و در شهر گوانجو، کره جنوبی واقع شده بود. در سال ۲۰۰۵، این مدرسه پس از کشف چندین دهه سابقهٔ سوء استفاده از دانش‌آموزان، سرخط خبرهای ملی شد. پس از یک‌سری تحقیقات و میان اعتراضات عمومی، این مدرسه در نوامبر ۲۰۱۱ بسته شد.

## تاریخچه
این مدرسه در ابتدا و قبل از تبدیل شدن به یک دبیرستان دورهٔ اول، به عنوان مرکز رفاهی ناشنوایان جئونام تاسیس شد. دورهٔ دوم متوسطهٔ این مدرسه در سال ۱۹۹۳ افتتاح شد. 

## رسوایی سوءاستفادهٔ جنسی
براساس تحقیقات سال ۲۰۰۵، شش معلم، از جمله مدیر مدرسه، حداقل ۹ نفر از دانش‌آموزان کرولال را مورد آزار جنسی یا تجاوز جنسی قرار داده بودند. این آزار در سال‌های ۲۰۰۰ تا ۲۰۰۳ اتفاق افتاده بود. معلم جدیدی که به مدرسه فرستاده شده بود، گروه‌های حقوق بشری را مطلع کرد که این کار بعدها به اخراجش انجامید. ۹ نفر قربانی جلو آمدند، اما اعتقاد بر این بود که بیشتر قربانیان از ترس از عواقب یا به دلیل آسیب‌دیدگی، جنایات دیگر را پنهان کرده‌اند. پلیس چهار ماه بعد، تنها پس از صحبت دانش‌آموزان با یک رسانهٔ ملی، تحقیقات را آغاز کرد. هنگامی که دولت محلی و هیئت مدیرهٔ مدرسهٔ گوانگجو این پرونده را بین یکدیگر پاس می‌دادند، دانش آموزان و والدین آنها به مدت ۸ ماه روبروی دفاتر آنها تحصن کردند و خواستار اجرای عدالت شدند.
از شش متهم، چهار نفر مجازات حبس را دریافت کردند، در حالی که دو نفر دیگر بلافاصله آزاد شدند زیرا قانون مرور زمان جرائم آنها منقضی شده بود. دادگاه محلی، مدیر مدرسه (پسر بنیانگذار مدرسه) را به یک دورهٔ ۵ سالهٔ زندان محکوم کرد و چهار نفر دیگر مجازات‌های نسبتاً سنگینی دریافت کردند. اما دادگاه استیناف حکم اولیه دادگاه را کاهش داد؛ مدیر مدرسه را عفو مشروط و ۳ میلیون وون کره جریمه کرد و به دیگران نیز مجازات‌های کمتری داد. میان این زندانیان، دو نفر پس از تعلیق مجازاتشان و کمتر از یک سال بعد آزاد شدند. چهار نفر از شش معلم در مدرسه بازنشسته شدند. این پرونده وقتی در سال ۲۰۰۵ در جریان بود، توجه زیادی از سوی رسانه‌ها دریافت نکرد. اما در آن زمان، مدافعان حقوق بشر و قربانیان از اقدام قانونی ناعادلانه علیه سوء استفاده‌کنندگان انتقاد کردند.
این رویدادهای واقعی، الهام بخش رمان‌نویس پرفروش گونگ جی‌یانگ شد تا در سال ۲۰۰۹ رمانی به نام «بوته آزمایش» را بنویسد. در سال ۲۰۱۱، با اقتباس از این رمان، فیلم ساکت‌شده ساخته شد. این فیلم خشونت جنسی و جسمی علیه خردسالان، دادگاه‌های مفسد، رشوه خواری و رسم همکاری نانوشتهٔ بین دادستان‌ها و وکلایی که قبلاً قاضی بوده‌اند (به این رسم جئون-گوان یه-یو گفته می‌شود) را به تصویر می‌کشد.این فیلم به رکوردشکن گیشه تبدیل شد و با داشتن بیش از ۴.۷ میلیون ببیننده، تقریباً یک دهم از جمعیت کره جنوبی، توجهات را به خود جلب کرد. رئیس جمهور وقت، لی میونگ باک نیز از بینندگان این فیلم بود. 
یانگ یونگ هی، قاضی دادگاه عالی گوانگجو در واکنش به انتقادات نسبت به کم‌کاری در عدالت، گفت: «دادگاه نمی‌تواند مجرمان را به مجازات‌های سخت محکوم کند زیرا قربانیان اتهامات علیه عاملان را پس گرفته‌اند. (قانونی که مانع تعقیب و مجازات یک مجرم جنسی کودکان می‌شود، مگر اینکه قربانی شکایت خود را مطرح کند که به تازگی و در سال ۲۰۱۰ اصلاح شده بود.)» اعتراض گستردهٔ مردم باعث شد پلیس مجدداً پرونده را مورد بررسی قرار دهد.
یکی از شاهدان، کیم یونگ ایل (معلم سابق ۷۱ ساله) ادعا کرد که در سال ۱۹۶۸ توسط مدیر مدرسه و برادرش معاون مدیر، مورد ضرب و شتم قرار گرفته و مجبور به استعفا شده است زیرا کیم فهمیده بود که آنها در سال ۱۹۶۴، دو کودک را مورد ضرب و شتم قرار داده‌اند و پس از گرسنگی دادن به آنها، جسدشان را به طور مخفیانه دفن کرده‌اند. سایر فارغ‌التحصیلان با بیان اینکه در سال ۱۹۷۵، پسر رئیس هیئت مدیره دو دانش‌آموز دختر را وادار به برهنه شدن کرده و نقاشی آنها را کشیده است، اضافه کردند «متخلف در حال حاضر مشغول تدریس هنر در مدرسهٔ دیگری در شهر همان شهر است.» دو ماه پس از اکران فیلم، شهر گوانجو به طور رسمی و در نوامبر ۲۰۱۱ مدرسه را تعطیل کرد.
تعدادی از معلمان در مورد اتهام آزار و اذیت جنسی مجرم شناخته شدند، از جمله مدیر سابق ۶۳ ساله، که در ژوئیه ۲۰۱۲ توسط دادگاه منطقهٔ گوانجو به جرم تجاوز جنسی به دانش آموزی ۱۸ ساله در آوریل ۲۰۰۵، به ۱۲ سال زندان محکوم شد.
در میان خشم جمعی کشور و فشار زیاد بر سیاستمداران، پارلمان کره جنوبی به اتفاق آراء در اکتبر سال ۲۰۱۱، «لایحه دگانی» را تصویب کرد که اساسنامهٔ محدودیت‌های مربوط به جرائم جنسی علیه کودکان زیر ۱۳ سال و زنان معلول را از بین می‌برد. این لایحه همچنین حداکثر مجازات را به حبس ابد افزایش داد. با این حال، بسیاری از اعضای سازمان‌های حقوق بشری که مدت طولانی برای ارتقاء بهزیستی معلولان تلاش کرده‌اند، اظهار داشتند که «واکنش عمومی باید به راه حل‌های عمیق‌تر و طولانی مدت برای مقابله با نقض‌های شایع حقوق بشر علیه معلولین منجر شود.»